# Maranhão Atlético Clube
El Maranhão Atlético Clube o conocido simplemente como MAC es un club de fútbol de la ciudad de São Luís, estado de Maranhão en Brasil. El club fue fundado el 24 de septiembre de 1932 y es uno de los clubes más grandes y populares del estado de Maranhão.
Sus colores son el azul, rojo y el negro y sus clásicos rivales son el club Sampaio Corrêa y el Moto Club.

## Historia
En participaciones en torneos nacionales, ha estado presente en tres ediciones del Campeonato Brasileño de Serie A, en el torneo 1979 logra la 26a posición, y en la edición 1980 finaliza en la posición 44. registra 10 participaciones en la Serie B y 6 en la Copa do Brasil.
El año 2000 fue finalista de la Copa Norte siendo derrotado por el São Raimundo de Amazonas en la final.

## Estadio
Los partidos en casa del club se juegan generalmente en el Estadio Governador João Castelo, popularmente conocido como Castelão, que tiene una capacidad máxima para 40.149 personas. El club también juega en el Estadio Nhozinho Santos que posee una capacidad máxima de 13.000.

## Palmarés
Títulos estaduales
- Campeonato Maranhense (17):

1937, 1939, 1941, 1943, 1951, 1963, 1969, 1970, 1979, 1993, 1994, 1995, 1999, 2007, 2013, 2023, 2025
- Campeonato Maranhense Serie B (2):

2015, 2022
- Taça Cidade de São Luís (8):

1972, 1978, 1981, 1982, 1985, 1993, 2003, 2004
- Copa FMF (12):

1967, 1968, 1969, 1970, 1971, 1975, 1979, 1980, 1987, 1989, 2006, 2018

## Participaciones en torneos nacionales
| Competencia           | Temporadas | Años                                                 |
| Campeonato Brasileiro | 3          | 1964, 1979, 1980                                     |
| Serie B               | 8          | 1971, 1981, 1983, 1984, 1986*, 1987*, 1989, 1991     |
| Serie C               | 4          | 1990, 2002, 2003, 2006                               |
| Serie D               | 6          | 2013, 2016, 2017, 2019, 2023, 2024                   |
| Copa do Brasil        | 9          | 1994, 1995, 1996, 2000, 2004, 2008, 2013, 2014, 2024 |
| Copa do Nordeste      | 1          | 2024                                                 |